# Motonari Mōri
Motonari Mōri (jap. 毛利 元就 Mōri Motonari; ur. 16 kwietnia 1497, zm. 6 lipca 1571) – najważniejszy XVI-wieczny daimyō w rejonie Chūgoku.

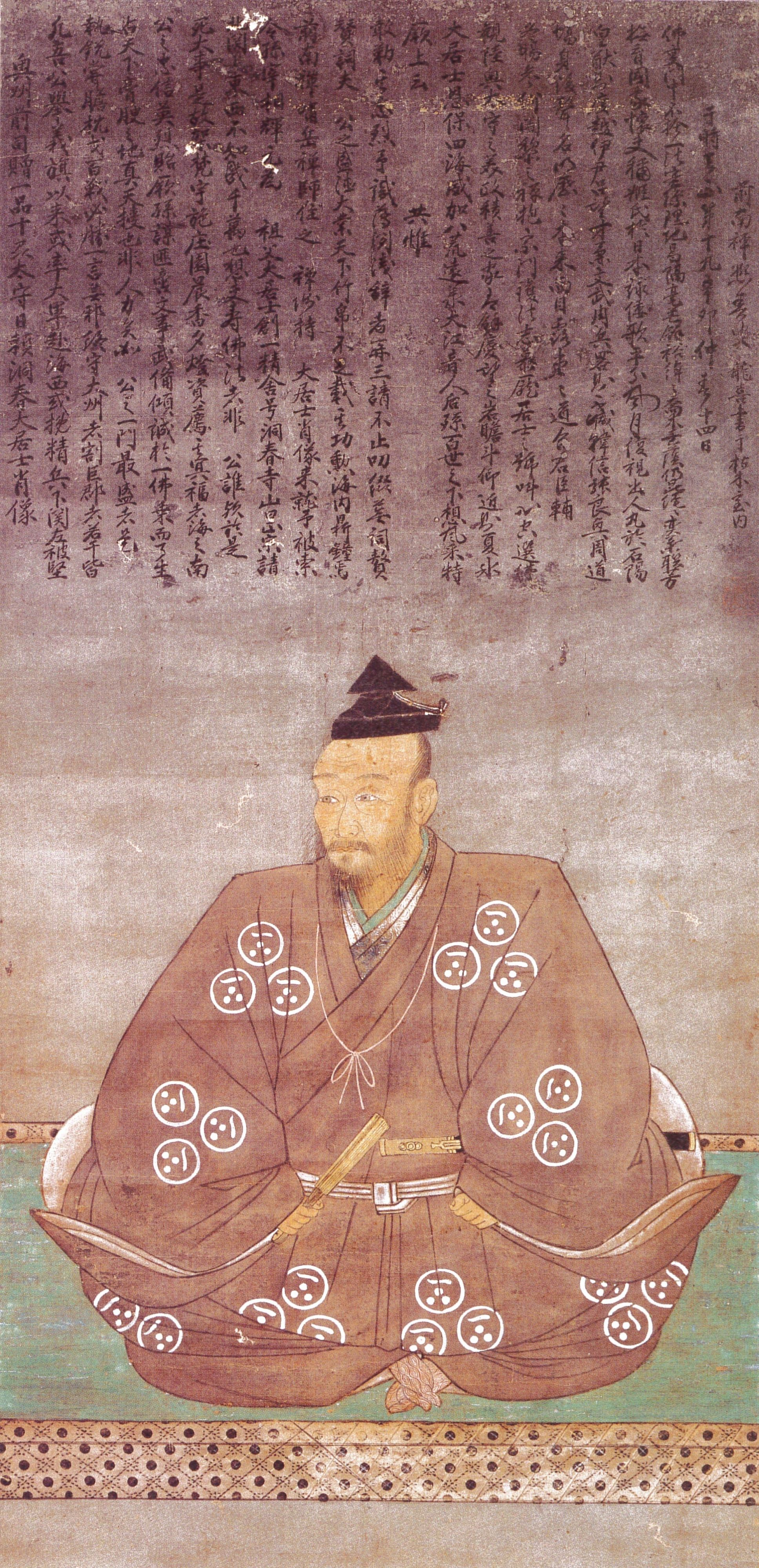
Motonari Mōri

Motonari urodził się w 1497 w prowincji Aki pod imieniem Shōjumaru (jap. 松寿丸). Mówi się, że urodził się na zamku Suzuo, w ojczyźnie swojej matki. Jego ojciec Hiromoto, głowa rodu Mōri, przeszedł w stan spoczynku w 1500 i przeniósł się do zamku Tajihi-Sarugake, zabierając ze sobą Motonariego. Nowym przywódcą rodu został starszy brat Motonariego, Okimoto Mōri. W 1506 Hiromoto zmarł z powodu pijaństwa. W 1511 Shōjumaru, wraz z osiągnięciem pełnoletniości, zmienił imię na Motonari.
W 1516 umarł Okimoto. Nową głową klanu został jego syn, Kōmatsumaru, a Motonariego wyznaczono na stanowisko jego opiekuna. Kōmatsumaru zmarł osiem lat później i w 1523 Motonari zajął jego miejsce.
Zakleszczony pomiędzy potężnymi rodami Amago i Ōuchi, Motonari prowadził ostrożną politykę równowagi i dyplomacji. W konsekwencji udało mu się ostatecznie pokonać obu przeciwników i przejąć kontrolę nad regionem Chūgoku. Pod koniec życia Motonari zniszczył również ród Ōtomo z prowincji Bungo.
Motonari miał trzech synów: Takamoto Mōri, Motoharu Kikkawę i Takakage Kobayakawę, których zachęcał do współpracy dla dobra rodu Mōri. Legenda mówi, że pewnego dnia wezwał ich do siebie i wręczył każdemu z nich strzałę, po czym polecił im je złamać. Kiedy już to zrobili, Motonari wyjął kolejne trzy strzały i kazał synom złamać wszystkie trzy naraz. Kiedy okazało się, że nie potrafią tego dokonać, Motonari pouczył ich, że pojedynczą strzałę złamać łatwo, ale trzech trzymanych razem nic nie ruszy.
Ogółem, Motonari miał dziewięciu synów i dwie córki – czworo dzieci z żoną Myōkyū (jej imię używane za życia pozostaje nieznane; w serialu telewizji Nippon Hōsō Kyōkai Mōri Motonari została przedstawiona jako Mii-no-kata), troje z kobietą z rodu Nomi i czworo z kobietą z rodu Miyoshi.